# Stadion Pod Goricom
Stadion Pod Goricom – stadion piłkarski w Podgoricy, będący zarazem największym obiektem sportowym w Czarnogórze. Jego właścicielem są władze miasta i gminy stołecznej Podgorica. Mecze w roli gospodarza rozgrywają na nim: FK Budućnost Podgorica (od 3 maja 1945), reprezentacja Czarnogóry (od 24 marca 2007), a także wszystkie czarnogórskie kluby występujące w europejskich pucharach, bowiem ów stadion jest od lat jedynym obiektem piłkarskim w Czarnogórze spełniającym wymogi UEFA i FIFA. Od sezonu 2006/2007 odbywają się tutaj również finały Pucharu Czarnogóry.
Maksymalna pojemność trybun po ostatniej przebudowie wynosi 15 230 miejsc, jednak podczas oficjalnych spotkań międzypaństwowych jest ona – ze względów bezpieczeństwa – zmniejszana do 11 500 – 12 000 miejsc.

## Historia
Przed II wojną światową w pobliżu obecnego stadionu funkcjonowały boiska sportowe, na których swoje mecze rozgrywały drużyny piłkarskie kilku podgorickich klubów. 3 maja 1945 – podczas towarzyskiego spotkania Budućnosti Podgorica z Sutjeską Nikšić – w miejscu dzisiejszego obiektu otwarto boisko piłkarskie wraz z drewnianą trybuną, mogącą pomieścić 5000 widzów. Początkowo nie rozgrywano na nim większych imprez – były to głównie ligowe pojedynki Budućnosti (od 20 kwietnia 1946). W 1952 trybuna spłonęła całkowicie, więc w latach 1952–1954 wokół boiska wybudowano nowe, betonowe trybuny o łącznej pojemności 17 000 miejsc. Pierwsze oficjalne spotkanie międzypaństwowe odbyło się tutaj 27 października 1971 w ramach eliminacji do Mistrzostw Europy 1972, a Jugosławia zremisowała 0:0 z Luksemburgiem w obecności 10 022 osób. Kolejna rozbudowa zakończyła się w 1975, dzięki czemu 27 sierpnia 1975 w trakcie ligowego meczu Budućnosti z Hajdukiem Split został ustanowiony rekord frekwencji, gdy na trybunach zasiadło 20 000 widzów. W latach 80. – w związku z rosnącą popularnością domowych spotkań Budućnosti w lidze jugosłowiańskiej – pojawiła się koncepcja rozbudowy trybun do 32 000 miejsc, która nigdy nie została zrealizowana. W latach 1984–1985 udało się za to przebudować główną (zachodnią) trybunę do 6000 miejsc oraz wykonać nowoczesne zadaszenie, a pod koniec dekady postawić maszty oświetleniowe (inauguracja sztucznego oświetlenia nastąpiła 28 maja 1989, podczas ligowego meczu Budućnosti z FK Rad). W latach 90. – w związku z rozbiórką trybuny wschodniej i przebudową trybuny północnej (w latach 1992–1993) – pojemność obiektu została obniżona do 12 000 miejsc. Ostatnia przebudowa miała miejsce w latach 2004–2006, a objęła przede wszystkim trybunę północną i południową. W jej wyniku obydwie trybuny stały się dwukondygnacyjne, zadaszone i ze wszystkimi miejscami siedzącymi (1 000 na dolnej kondygnacji i 2500 na górnej kondygnacji). Wybudowano również niewielką trybunę wschodnią. 9 lipca 2005 Budućnost wygrała tutaj 2:1 z Deportivo La Coruna w ramach Pucharu Intertoto UEFA 2005. 24 marca 2007 swoje inauguracyjne spotkanie międzypaństwowe na tym stadionie rozegrała reprezentacja Czarnogóry (wygrana 2:1 z Węgrami).

## Stadion obecnie
Po przebudowie, dokonanej w latach 2004–2006, obiekt posiada 15 230 miejsc siedzących i sztuczne oświetlenie o łącznej mocy 1900 luksów. Planowana jest rozbudowa wschodniej trybuny, po zakończeniu której stadion pomieści około 18 000 osób.

### Trybuny
| Nazwa      | Budowa    | Rozbudowy, przebudowy      | Poziomy | Pojemność | Sektory         | Wejścia |
| ---------- | --------- | -------------------------- | ------- | --------- | --------------- | ------- |
| Zachodnia  | 1945      | 1952–1953, 1984–1985, 2004 | 1       | 6 200     | 8 (VIP + media) | 7       |
| Wschodnia  | 1952–1953 | 2006                       | 1       | 2 030     | 8               | 2       |
| Północna   | 1952–1953 | 1992–1993, 2004–2005       | 2       | 3 500     | 8               | 5       |
| Południowa | 1952–1953 | 2004–2005                  | 2       | 3 500     | 8               | 5       |
| Łącznie    | Łącznie   | Łącznie                    | Łącznie | 15 230    | 32              | 19      |

## Mecze reprezentacji Czarnogóry
| 1.  | 24 marca 2007        |  | Czarnogóra | Czarnogóra | 2:1 (0:1) | Węgry      | Węgry      |           |
| 2.  | 22 sierpnia 2007     |  | Czarnogóra | Czarnogóra | 1:1 (1:1) | Słowenia   | Słowenia   |           |
| 3.  | 12 września 2007     |  | Czarnogóra | Czarnogóra | 1:2 (1:0) | Szwecja    | Szwecja    |           |
| 4.  | 26 marca 2008        |  | Czarnogóra | Czarnogóra | 3:1 (2:0) | Norwegia   | Norwegia   |           |
| 5.  | 27 maja 2008         |  | Czarnogóra | Czarnogóra | 3:0 (3:0) | Kazachstan | Kazachstan |           |
| 6.  | 6 września 2008      |  | Czarnogóra | Czarnogóra | 2:2 (0:1) | Bułgaria   | Bułgaria   | El. MŚ    |
| 7.  | 10 września 2008     |  | Czarnogóra | Czarnogóra | 0:0 (0:0) | Irlandia   | Irlandia   | El. MŚ    |
| 8.  | 28 marca 2009        |  | Czarnogóra | Czarnogóra | 0:2 (0:1) | Włochy     | Włochy     | El. MŚ    |
| 9.  | 9 września 2009      |  | Czarnogóra | Czarnogóra | 1:1 (0:0) | Cypr       | Cypr       | El. MŚ    |
| 10. | 10 października 2009 |  | Czarnogóra | Czarnogóra | 2:1 (1:1) | Gruzja     | Gruzja     | El. MŚ    |
| 11. | 18 listopada 2009    |  | Czarnogóra | Czarnogóra | 1:0 (0:0) | Białoruś   | Białoruś   |           |
| 12. | 3 września 2010      |  | Czarnogóra | Czarnogóra | 1:0 (1:0) | Walia      | Walia      | El. ME    |
| 13. | 8 października 2010  |  | Czarnogóra | Czarnogóra | 1:0 (0:0) | Szwajcaria | Szwajcaria | El. ME    |
| 14. | 4 czerwca 2011       |  | Czarnogóra | Czarnogóra | 1:1 (0:0) | Bułgaria   | Bułgaria   | El. ME    |
| 15. | 7 października 2011  |  | Czarnogóra | Czarnogóra | 2:2 (1:2) | Anglia     | Anglia     | El. ME    |
| 16. | 15 listopada 2011    |  | Czarnogóra | Czarnogóra | 0:1 (0:0) | Czechy     | Czechy     | Baraże ME |
| 17. | 7 września 2012      |  | Czarnogóra | Czarnogóra | 2:2 (2:1) | Polska     | Polska     | El. MŚ    |
| 18. | 26 marca 2017        |  | Czarnogóra | Czarnogóra | 1:2 (0:1) | Polska     | Polska     | El. MŚ    |